# Charles Buterne
Charles Buterne est un compositeur de l'époque baroque né vers 1714 et mort à Paris le 17 mai 1752.
Son père est Jean-Baptiste Buterne, un organiste français.
Durant sa vie, Charles Buterne fut écuyer, organiste et maître de clavecin de la duchesse de Bourgogne.
Il laissa quelques compositions et une méthode d'apprentissage de la musique.